# Halštajnova doktrina
Halštajnova (Hallstein) doktrina je vezana za međunarodno-pravno priznanje vlada. Ime je dobila po ministru spoljnih poslova Savezne Republike Nemačke koji se zalagao za prekidanje diplomatskih odnosa sa svim državama koje budu priznale vladu Nemačke Demokratske Republike („Istočne Nemačke”, „sovjetske zone”). On je smatrao da je zvanični Bon jedini ovlašćen da zastupa interese 18 miliona Nemaca koji žive u Nemačkoj Demokratskoj Republici. Ova doktrina je primenjena i u praksi (primeri Kuba i FNRJ), a ponovo je aktuelizovana povodom mogućnosti međunarodno-pravnog priznanja nezavisnosti Republike Kosovo, u kojem bi slučaju Srbija prekinula diplomatske odnose sa svim državama koje bi priznale nezavisnost te države.